# Ревное (Киевская область)
Ревное (укр. Ревне) — село, входит в Бориспольский район Киевской области Украины.
Население по переписи 2001 года составляло 1590 человек, по данным 2024 года составляло 1471 человек. Почтовый индекс — 08342. Телефонный код — 4595. Занимает площадь 2,297 км². Код КОАТУУ — 3220886201.

## Местный совет
08342, Киевская обл, Бориспольский р-н, с. Ревное, ул. Октябрьская, 2